# 第百五十二号哨戒特務艇
第百五十二号哨戒特務艇（だいひゃくごじゅうにごうしょうかいとくむてい）は、日本海軍の特務艇（哨戒特務艇）。第一号型哨戒特務艇の59番艇。太平洋戦争の終戦時に残存し、戦後は所属と艇名を変えながら一貫して掃海に従事した。

## 艇歴
マル戦計画の特務艇、第2121号艦型の152番艇、仮称艦名第2272号艦として計画。1944年11月5日、第百五十二号哨戒特務艇と命名されて第一号型哨戒特務艇の56番艇に定められ、本籍を佐世保鎮守府と仮定。1945年3月15日、船体概成により有限会社福島造船鉄工所から呉海軍工廠へ引き渡し。5月23日竣工し、本籍を呉鎮守府に定められ、第七艦隊下関防備隊に編入。軍隊区分対馬海峡方面部隊関門防備部隊に配置。6月30日現在、軍隊区分対馬海峡方面部隊に配置。終戦時残存。11月30日、海軍省の廃止に伴い除籍。
1945年12月1日、第二復員省の開庁に伴い、呉地方復員局所管の掃海艦に定められ、同局掃海部下関支部所属と定められる。また、同日から艦名を哨特第百五十二号としている。1946年6月15日、復員庁の開庁に伴い、所属を下関掃海部に改められる。
1948年1月1日、復員庁が廃止され、運輸省に移管。5月1日、海上保安庁に編入され掃海船MS-25となる。8月20日、船名を哨特第一五二号 MS-25に定められる。朝鮮戦争の際、本船は日本特別掃海隊第4掃海隊指揮官船として、1950年11月22日から群山沖の掃海に従事。11月28日、第4掃海隊指揮官船を本船から巡視船PS-56に変更し、引き続き12月4日にかけて群山沖の掃海に従事した。1951年12月1日、船名をかもしま MS-25に改正。
1952年8月1日、保安庁警備隊に移管され、第二幕僚監部西部航路啓開隊下関航路啓開隊第7掃海隊に編入。1954年1月15日、佐世保地方総監部下関基地隊第7掃海隊に編入。
1954年7月1日、保安庁警備隊は海上自衛隊に改組。掃海艇となる。佐世保地方総監部下関基地隊第7掃海隊に編入。10月1日、第一掃海隊群第7掃海隊に編入。1955年9月、佐世保地方総監部下関基地隊第6掃海隊に編入。1957年9月1日、艇番号をMSI-684に改正。10月15日、呉地方総監部呉基地隊第3掃海隊に編入。1958年4月1日、舞鶴地方総監部舞鶴基地隊第1掃海隊に編入。1961年3月31日、支援船に編入され船名を掃海雑船21号 YAM-21に改正。1962年3月31日、海上自衛隊から除籍された。